# Coimbra
Pour les articles homonymes, voir Coimbra (homonymie).
Coimbra ([kuˈĩbɾɐ] ou [ˈkwĩbɾɐ] en portugais) ou Coïmbre,,, est la ville universitaire la plus ancienne du Portugal et se situe dans le centre du pays.
C’est à Coimbra qu'est fondée la première université portugaise, l'université de Coïmbre, en 1290. Elle compte parmi les plus anciennes d'Europe avec la Sorbonne, Bologne, Oxford ou Salamanque. Le groupe Coimbra, fondé en 1985, rassemble des universités européennes.
La ville reste peuplée de très nombreux étudiants venus de tout le Portugal. Ils entretiennent des rituels et des traditions étudiantes, comme celle appelée la « praxe ». Le costume traditionnel des étudiants est un complet noir pour les garçons, un tailleur noir pour les filles, tout cela avec une cravate et une cape noires.
L'aire urbaine de Coimbra compte environ 220 000 habitants, soit plus de la moitié de la population du district.
La vieille ville est située sur la colline de l'Alcaçova ; on y accède par un enchevêtrement de ruelles étroites et pittoresques, parfois entrecoupées d'escaliers au nom significatif (« escadas de Quebra-Costas » : « escaliers brise-dos »).
À 200 km de Lisbonne et à 100 km de Porto, Coïmbre est arrosée par le rio Mondego.

## Géographie
Coimbra est traversée par le Mondego.

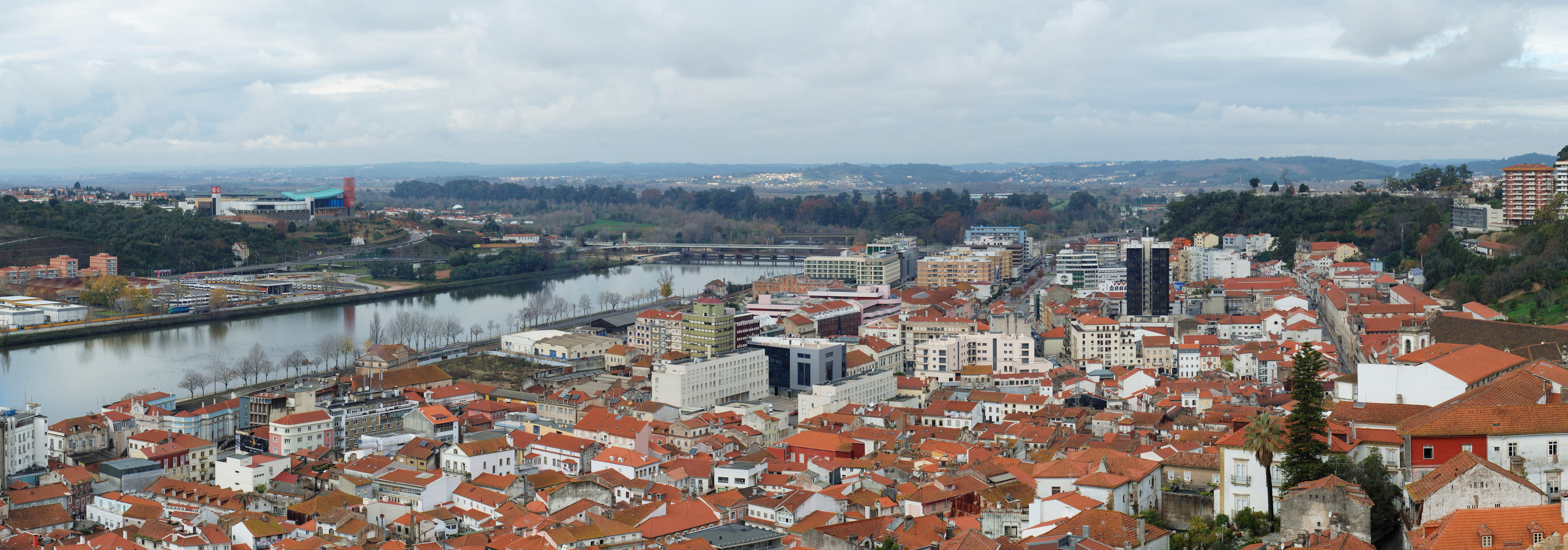
En bas de la ville, à côté du Mondego.

### Subdivisions
Depuis la loi no 11-A/2013 du 28 janvier 2013, portant réorganisation administrative du territoire des freguesias, la municipalité de Coimbra groupe 18 paroisses (freguesia en portugais) contre 31 auparavant :
- Almalaguês
- Antuzede e Vil de Matos (Antuzede et Vil de Matos)
- Assafarge e Antanhol (Assafarge et Antanhol)
- Brasfemes
- Ceira
- Cernache
- Coimbra (Sé Nova, Santa Cruz, Almedina e São Bartolomeu) (Sé Nova,  Santa Cruz,  Almedina et  São Bartolomeu)
- Eiras e São Paulo de Frades (Eiras et São Paulo de Frades)
- Santa Clara e Castelo Viegas (Santa Clara et Castelo Viegas)
- Santo António dos Olivais
- São João do Campo
- São Martinho de Árvore e Lamarosa (São Martinho de Árvore et Lamarosa)
- São Martinho do Bispo e Ribeira de Frades (São Martinho do Bispo et Ribeira de Frades)
- São Silvestre
- Souselas e Botão (Souselas et Botão)
- Taveiro, Ameal e Arzila (Taveiro, Ameal et Arzila)
- Torres do Mondego
- Trouxemil e Torre de Vilela (Trouxemil et Torre de Vilela)

Carte des paroisses de Coimbra.

### Transports
Chemin de fer
Coimbra-A (centre), Coimbra-B (périphérie) et projet Métro Mondego (Coimbra-Serpins) 2013.
Transports urbains
La ville de Coimbra est desservie par un réseau de trolleybus, le seul du Portugal.
Routes
- (Lisbonne-Porto) ;
- (Coimbra-Figueira da Foz).

## Histoire

### Origines
Cité monumentale aux rues étroites, places, escaliers et arcs médiévaux, Coïmbre fut le lieu de naissance des six premiers rois de Portugal et, en concurrence avec Guimarães, la capitale du Portugal avant la prise de Lisbonne. On peut toujours admirer les tombeaux des deux premiers rois de Portugal dans le chœur de l'église Sainte-Croix. À voir également, la vieille cathédrale romane (Sé Velha).
Les Romains baptisèrent la ville « Æminium ». Plus tard, en même temps que l'augmentation de la population, elle (re)prend le nom Conimbriga. En 711, les Maures atteignent la Péninsule Ibérique. Coïmbre devient un important entrepôt commercial entre le Nord chrétien et le Sud arabe, avec une forte communauté mozarabe. En 1064, la cité est définitivement reprise aux musulmans par Ferdinand Ier de León malgré la vaine tentative des Almoravides  d'assiéger la ville en 1117.

### Moyen Âge
Coimbra renaît et devient la cité la plus importante au Sud du fleuve Douro, et la capitale d'un vaste comté gouverné par le Mozarabe Sesnando Davides (en). Le roi Alphonse (Alphonse Henriques) Ier de Portugal en fit la première capitale du pays, ce qu'elle restera jusqu'en 1255 quand Lisbonne la remplacera dans ce rôle.
Au XIIe siècle, Coïmbre présentait déjà une structure urbaine, divisée entre la cité haute désignée par Alta ou Almedina où vivaient les aristocrates, le clergé et, plus tard, les étudiants. Dans la cité basse (Baixa) nous trouvons le commerce, les artisans et les quartiers pauvres.

### Époque moderne
Au milieu du XVIe siècle, l'histoire de la ville s'assimile à l’histoire de son université, où officiait le mathématicien Pedro Nunes. Ce n'est qu'à partir du XIXe siècle que l’occupation dépasse les fortifications qui disparaissent avec les réformes du Marquis de Pombal.

### Époque contemporaine
Durant la première moitié du XIXe siècle, l’occupation par les troupes françaises avec Masséna et Junot et l’extinction des ordres religieux marquèrent une période difficile pour la ville. Cependant, la seconde moitié du siècle vit une amélioration en 1856, quand arrivèrent le télégraphe et l’éclairage au gaz. En 1864, c’est l’inauguration du chemin de fer et onze ans plus tard est installé un pont ferroviaire sur les eaux du fleuve Mondego.
Une tradition locale du fado, qualifié d'universitaire, y est très vivace.

## Politique et administration

### Jumelages
- Santa Clara (États-Unis) depuis 1971
- Halle (Allemagne) depuis 1975
- Poitiers (France) depuis 1979
- Salamanque (Espagne) depuis 1979
- Santos (Brésil) depuis 1981
- Aix-en-Provence (France) depuis 1982
- Cambridge (États-Unis) depuis 1983
- Iaroslavl (Russie) depuis 1984
- Fès (Maroc) depuis 1988
- Saint-Jacques-de-Compostelle (Espagne) depuis 1994
- Mindelo (Cap-Vert) depuis 1994
- Curitiba (Brésil) depuis 1995
- Kairouan (Tunisie) depuis 1996
- São Paulo (Brésil) depuis 1997
- Beira (Mozambique) depuis 1997
- Padoue (Italie) depuis 1998
- Dili (Timor-Leste) depuis 2002
- Daman et Diu (Inde) depuis 2004
- Esch-sur-Alzette (Luxembourg) depuis 2004
- Saragosse (Espagne) depuis 2005
- Lund (Suède)

## Population et société

### Démographie
| 1801   | 1849   | 1900   | 1930   | 1960    | 1981    |
| ------ | ------ | ------ | ------ | ------- | ------- |
| 46 343 | 32 517 | 54 105 | 76 494 | 106 404 | 138 930 |

| 1991    | 2001    | 2011    | 2021    | - | - |
| ------- | ------- | ------- | ------- | - | - |
| 139 052 | 146 317 | 143 396 | 140 816 | - | - |

| Histogramme de l'évolution démographique de Coimbra |
|                                                     |

## Économie
- PIB : 4,3 milliards $
- PIB par habitant : 30 000 $

Avec un PIB par habitant équivalent à 140 % de la moyenne portugaise, Coimbra est la troisième ville du pays sur le plan économique après les pôles de Lisbonne et de Porto. Coimbra représente les 2/3 du PIB du Baixo Mondego, 11 % du PIB de la région Centro et environ 2 % du PIB portugais.
Coimbra possède un aéroport (code AITA : CBP) Coimbra/Antanhol (Bissaya Barreto aérodrome) avec beaucoup d'hélicoptères.

## Culture et patrimoine

### Lieux et monuments
- Ancien siège de l'université de Coïmbre.

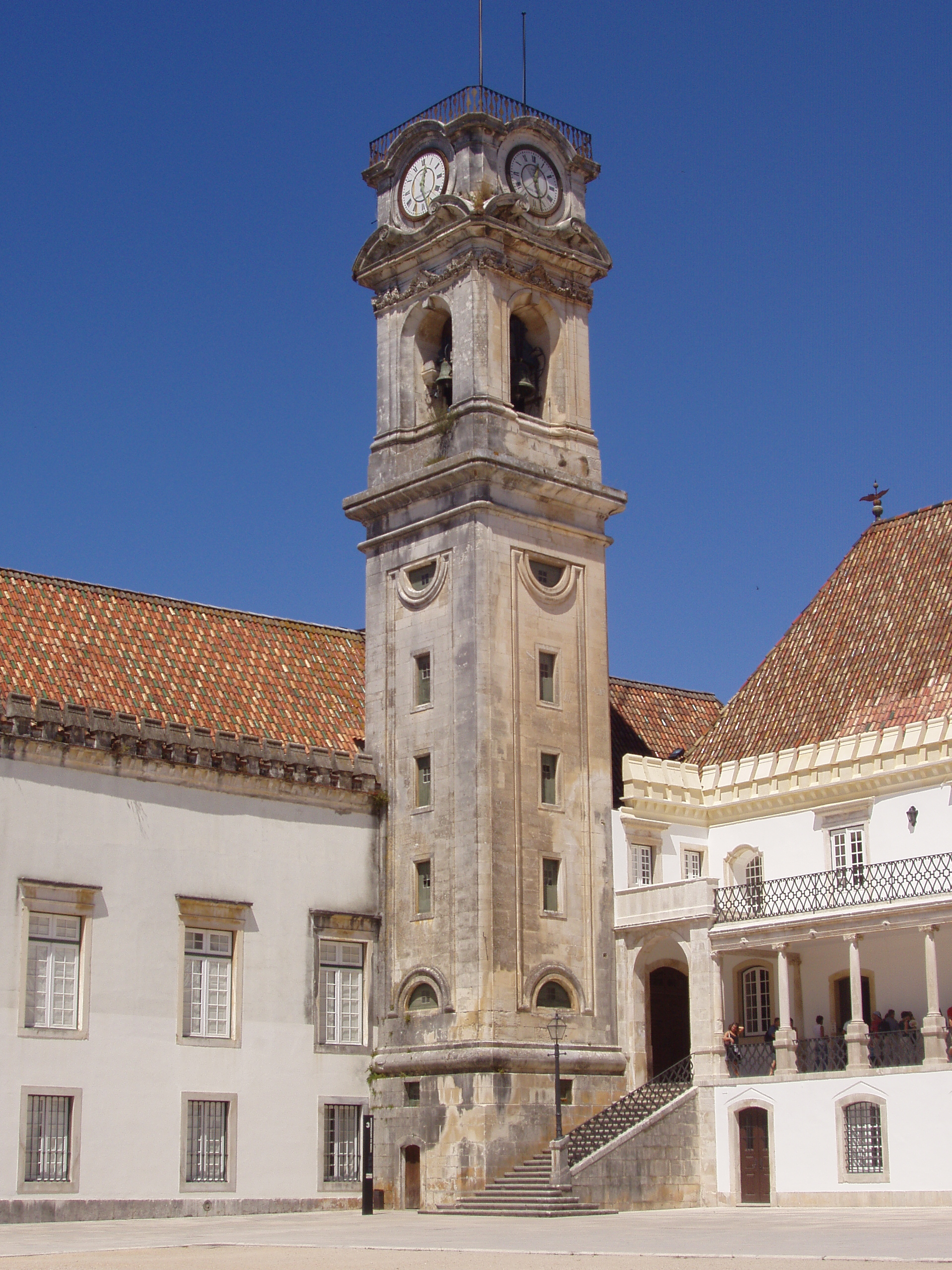
Ancienne université de Coïmbre.

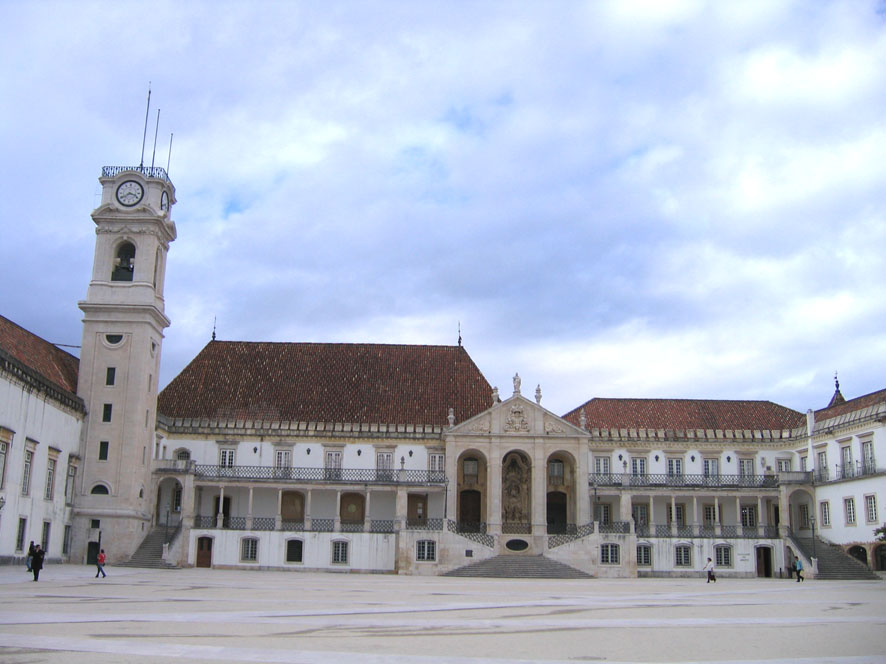
Place de la Faculté

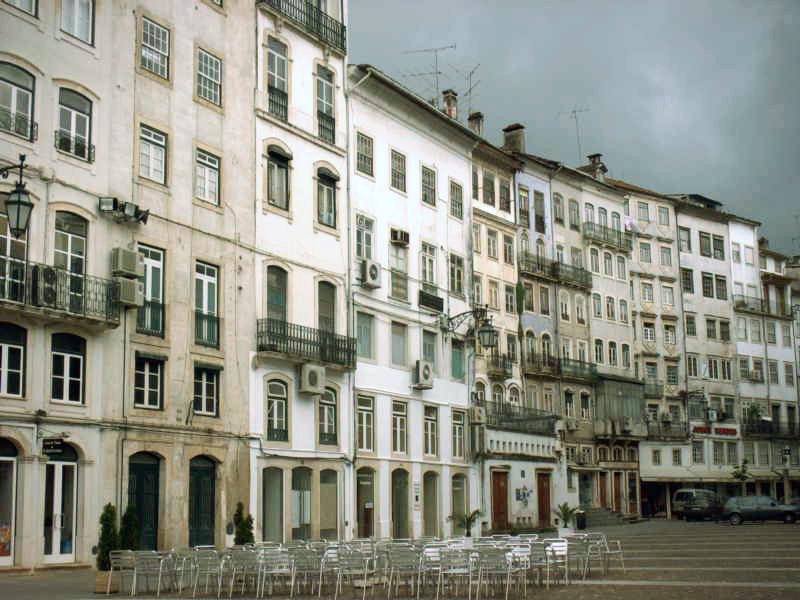
Place du Commerce.

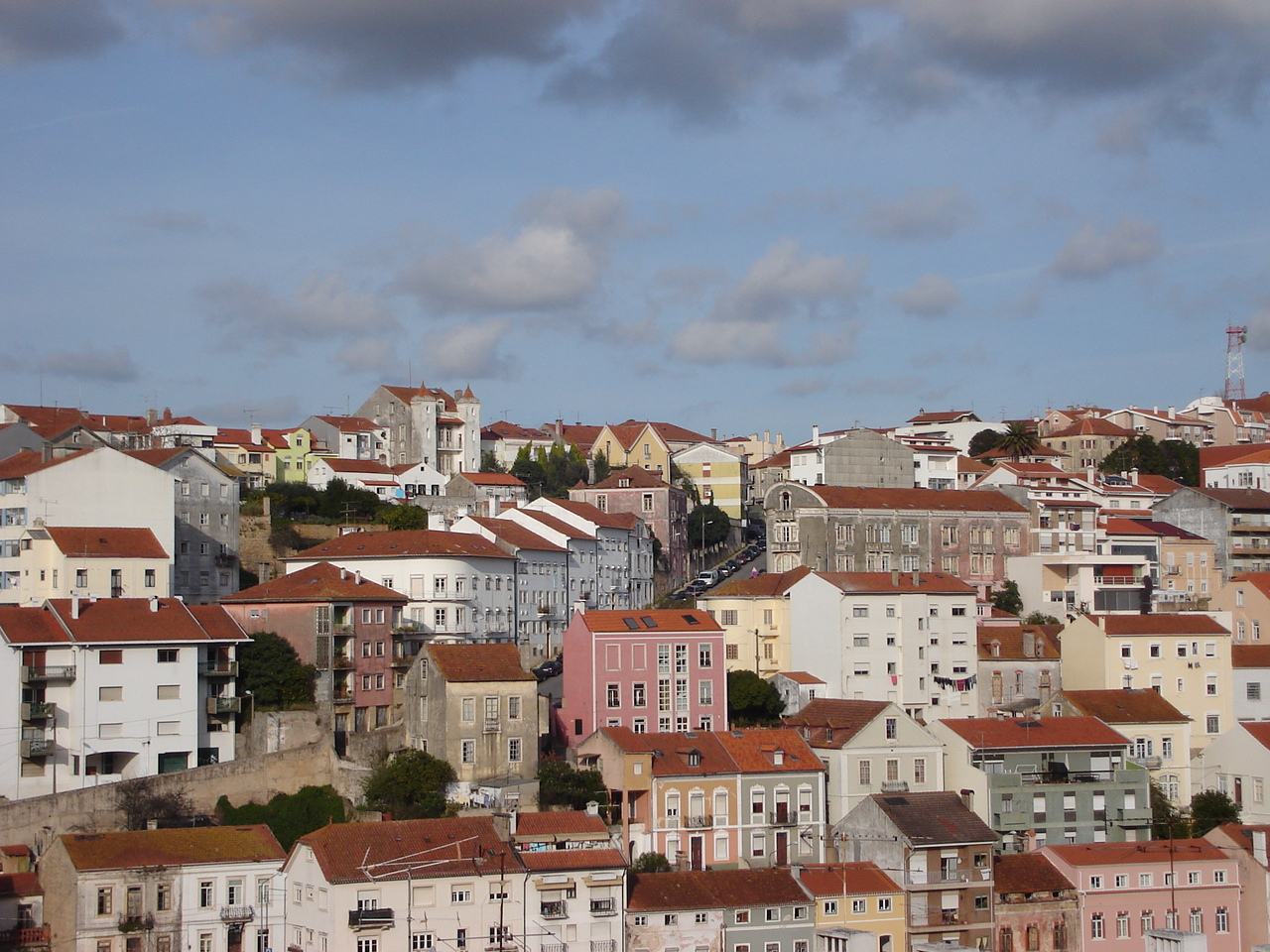
Vue de Coimbra.

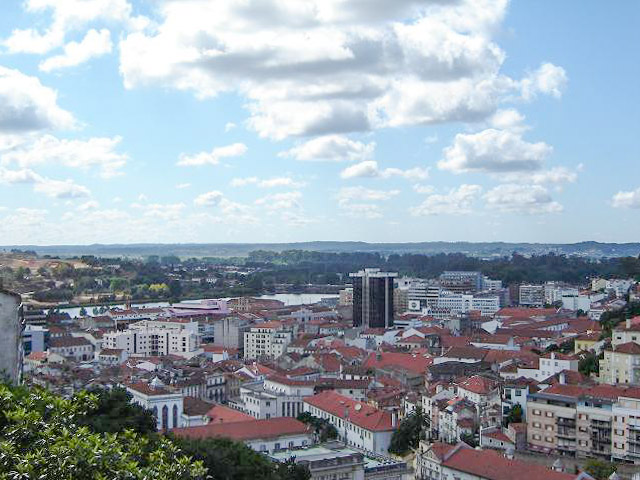
Le Nouveau Coimbra.

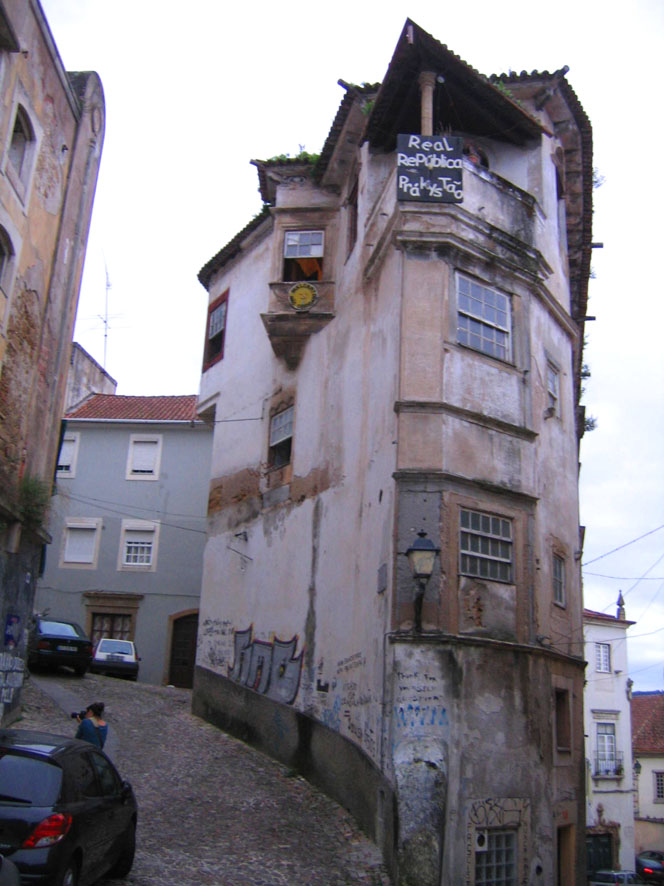
Une Republica étudiante à Coimbra

- Bibliothèque Joanina. En bois doré du Brésil, la fameuse bibliothèque de l'université aligne encore trente mille ouvrages précieux (il y en avait un million autrefois).
- Hotte de San Miguel.
- Tour de l'Université (A Cabra ou « La chèvre » en français).
- Arcs et Porte d'Almedina.
- Arcs du Jardin (Arcos dos Jardim), ancien aqueduc.
- Porte Mozarabe.
- Porte Ferrée.
- Couvent de Sainte María de Celas.
- Église de la Sainte-Croix (Santa Cruz), premier panthéon des rois du Portugal, de style manuélin.
- Sé Velha (ancienne cathédrale).
- Porte d'Almedina (un des derniers vestiges de l'enceinte médiévale).

### Musique
Coimbra est connu pour son fado, mais la ville de Coimbra possède une importante scène pop et rock, des groupes/artistes comme :
- Zeca Afonso
- Carlos Paredes
- Wraygunn
- Bunnyranch
- Tiago Bettencourt
- Paulo Furtado
- Fitacola…
- Anaquim
- A Jigsaw

### Évêché
- Diocèse de Coimbra
- Cathédrale de Coimbra
- Vieille cathédrale de Coimbra
- Nouvelle cathédrale de Coimbra